# Оверейсе
Оверейсе (нидерл. Overijse) — муниципалитет в провинции Фламандский Брабант, Фландрия, Бельгия. Расположен к юго-востоку от столицы страны Брюсселя, на р. Аржантин. Муниципалитет подвергся процессу субурбанизации с начала XX века. В настоящее время на его территории расположен одноимённый город Оверейсе и несколько более мелких поселений — Малейзен, Эйзер, Терланен и Томбек, а также важное историческое поселение Езус-Эйк. Население муниципалитета — 24 394 чел. (2008), из которых 20 % составляют иностранные рабочие и международных экспатрианты, работающие в Брюсселе. Общая площадь составляет 44,43 км², при плотности населения 549 чел. на км². В XVI веке в Оверейсе родился и вырос писатель Юст Липсий.

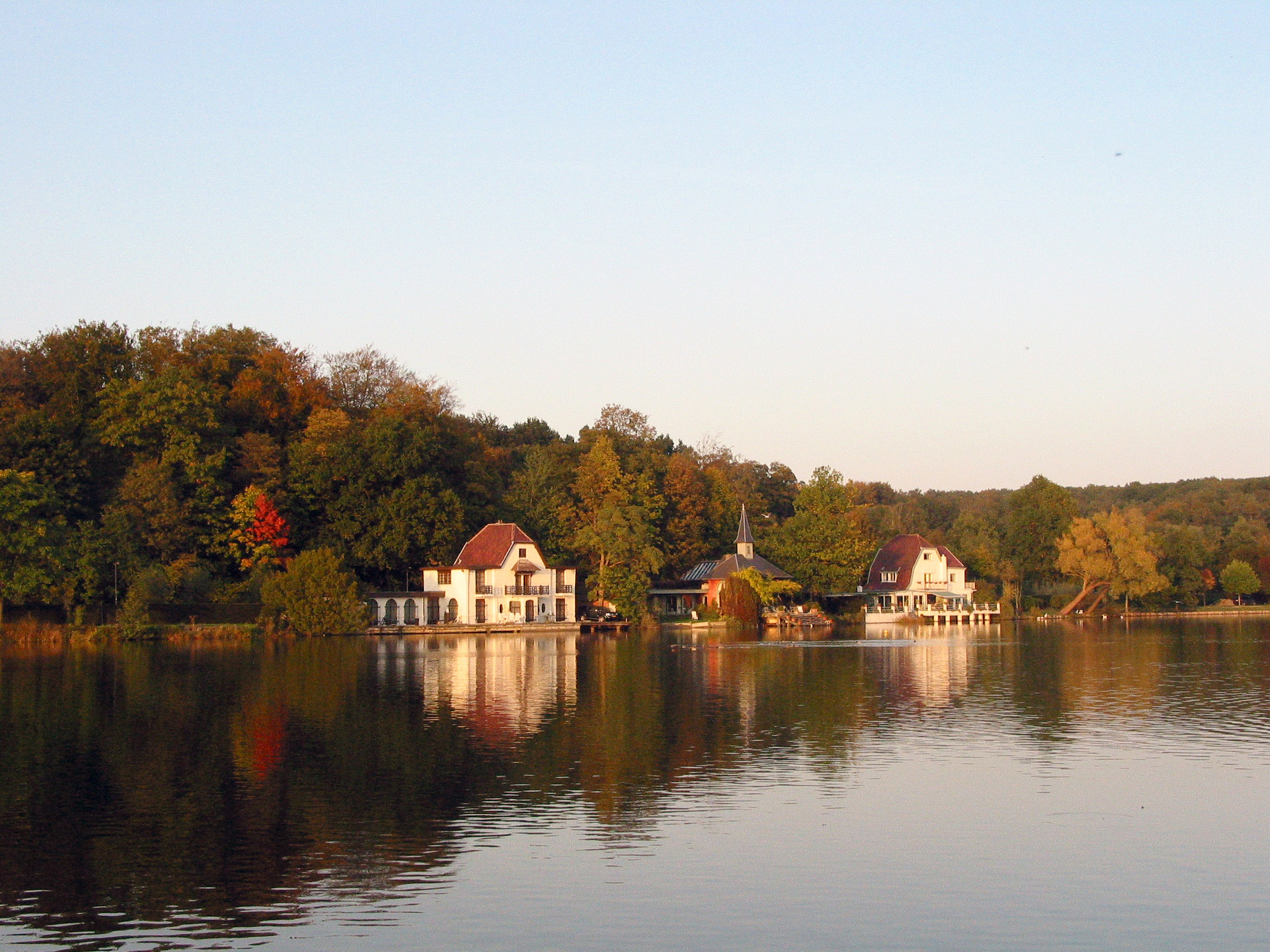
Оверейсе, озеро.

## Языки
Официальный язык — нидерландский. Тем не менее, по результатам последней переписи 1947 г. французский язык назвали родным около 8 % его населения, хотя в 1963 местные франкофоны не получили языковые льготы. Однако с тех пор доля франкофонов и аллофонов (среди них англоязычные и немцы) значительно возросла. В 2008 г., доля франкофонов в населении муниципалитета оценивалась в диапазоне от 30 до 39 %, при этом они составляли свыше 85 % населения деревни Езус-Эйк и Малейзен. В 2008 г. лишь 42,6 % новорожденных появились в нидерландоязычных семьях; 28,9 % в семьях аллофонов и 28,5 % в семьях франкофонов. Отношения между франкофонами и фламандцами крайне напряжены.